# Anglars
Anglars är en kommun i departementet Lot i regionen Occitanien i södra Frankrike. Kommunen ligger i kantonen Lacapelle-Marival som tillhör arrondissementet Figeac. År 2022 hade Anglars 221 invånare.

## Befolkningsutveckling
Antalet invånare i kommunen Anglars
| Referens: INSEE |